# WTA-toernooi van Acapulco
Het WTA-toernooi van Acapulco is een jaarlijks terugkerend tennistoernooi voor vrouwen dat onderdeel is van het tennistoernooi van Acapulco en wordt georganiseerd in de Mexicaanse stad Acapulco. De officiële naam van het toernooi is Abierto Mexicano Telcel.
De WTA organiseert het toernooi dat in de categorie "International" valt en dat tot en met 2013 werd gespeeld op gravel. Sinds 2014 is hardcourt de ondergrond. Tegelijkertijd spelen de mannen op dezelfde locatie het ATP-toernooi van Acapulco. Het hotel waar dit toernooi traditioneel wordt gehouden, stond tot en met 2015 bekend als het Fairmont Acapulco Princess – door verandering van eigenaar heet het sinds 2016 Princess Mundo Imperial.
De eerste editie werd in 2001 gehouden. In het enkelspel waren tot nog toe de Zuid-Afrikaanse Amanda Coetzer, de Italiaanse Flavia Pennetta, de Amerikaanse Venus Williams, de Italiaanse Sara Errani en de Oekraïense Lesja Tsoerenko het meest succesvol in Acapulco met elk twee toernooizeges. Tussen 2004 en 2009 bereikte Pennetta zelfs zes maal op rij de finale.

## Officiële toernooinamen
| 2001–2002  | Abierto Mexicano Pegaso   |
| 2003–2004  | Abierto Mexicano MoviStar |
| 2005–heden | Abierto Mexicano Telcel   |

## Meervoudig winnaressen enkelspel
| speelster       | aantal titels | in de jaren |
| --------------- | ------------- | ----------- |
| Amanda Coetzer  | 2             | 2001, 2003  |
| Flavia Pennetta | 2             | 2005, 2008  |
| Venus Williams  | 2             | 2009, 2010  |
| Sara Errani     | 2             | 2012, 2013  |
| Lesja Tsoerenko | 2             | 2017, 2018  |

## Enkel- en dubbelspeltitel in één jaar
| speelster           | in het jaar |
| ------------------- | ----------- |
| Anna-Lena Grönefeld | 2006        |
| Sara Errani         | 2012        |

## Finales

### Enkelspel
| Datum      | Naam                      | Cat.          | ($)     | Ondergrond        | Winnares           | Verliezend finaliste   | Uitslag       |         |
| ---------- | ------------------------- | ------------- | ------- | ----------------- | ------------------ | ---------------------- | ------------- | ------- |
| 2001-02-26 | Abierto Mexicano Pegaso   | Tier III      | 170.000 | gravel, buiten    | Amanda Coetzer     | Jelena Dementjeva      | 2-6, 6-1, 6-2 | details |
| 2002-02-25 | Abierto Mexicano Pegaso   | Tier III      | 170.000 | gravel, buiten    | Katarina Srebotnik | Paola Suárez           | 6-7, 6-4, 6-2 | details |
| 2003-02-24 | Abierto Mexicano MoviStar | Tier III      | 170.000 | gravel, buiten    | Amanda Coetzer     | Mariana Díaz Oliva     | 7-5, 6-3      | details |
| 2004-03-01 | Abierto Mexicano MoviStar | Tier III      | 170.000 | gravel, buiten    | Iveta Benešová     | Flavia Pennetta        | 7-6, 6-4      | details |
| 2005-02-21 | Abierto Mexicano Telcel   | Tier III      | 180.000 | gravel, buiten    | Flavia Pennetta    | Ľudmila Cervanová      | 3-6, 7-5, 6-3 | details |
| 2006-02-27 | Abierto Mexicano Telcel   | Tier III      | 180.000 | gravel, buiten    | A-L Grönefeld      | Flavia Pennetta        | 6-1, 4-6, 6-2 | details |
| 2007-02-26 | Abierto Mexicano Telcel   | Tier III      | 180.000 | gravel, buiten    | Émilie Loit        | Flavia Pennetta        | 7-6, 6-4      | details |
| 2008-02-25 | Abierto Mexicano Telcel   | Tier III      | 180.000 | gravel, buiten    | Flavia Pennetta    | Alizé Cornet           | 6-0, 4-6, 6-1 | details |
| 2009-02-23 | Abierto Mexicano Telcel   | International | 220.000 | gravel, buiten    | Venus Williams     | Flavia Pennetta        | 6-1, 6-2      | details |
| 2010-02-22 | Abierto Mexicano Telcel   | International | 220.000 | gravel, buiten    | Venus Williams     | Polona Hercog          | 2-6, 6-2, 6-3 | details |
| 2011-02-21 | Abierto Mexicano Telcel   | International | 220.000 | gravel, buiten    | Gisela Dulko       | Arantxa Parra Santonja | 6-3, 7-6      | details |
| 2012-02-27 | Abierto Mexicano Telcel   | International | 220.000 | gravel, buiten    | Sara Errani        | Flavia Pennetta        | 5-7, 7-6, 6-0 | details |
| 2013-02-25 | Abierto Mexicano Telcel   | International | 235.000 | gravel, buiten    | Sara Errani        | Carla Suárez Navarro   | 6-0, 6-4      | details |
| 2014-02-24 | Abierto Mexicano Telcel   | International | 250.000 | hardcourt, buiten | Dominika Cibulková | Christina McHale       | 7-6, 4-6, 6-4 | details |
| 2015-02-23 | Abierto Mexicano Telcel   | International | 250.000 | hardcourt, buiten | Timea Bacsinszky   | Caroline Garcia        | 6-3, 6-0      | details |
| 2016-02-22 | Abierto Mexicano Telcel   | International | 250.000 | hardcourt, buiten | Sloane Stephens    | Dominika Cibulková     | 6-4, 4-6, 7-6 | details |
| 2017-02-27 | Abierto Mexicano Telcel   | International | 250.000 | hardcourt, buiten | Lesja Tsoerenko    | Kristina Mladenovic    | 6-1, 7-5      | details |
| 2018-02-26 | Abierto Mexicano Telcel   | International | 250.000 | hardcourt, buiten | Lesja Tsoerenko    | Stefanie Vögele        | 5-7, 7-6, 6-2 | details |
| 2019-02-25 | Abierto Mexicano Telcel   | International | 250.000 | hardcourt, buiten | Wang Yafan         | Sofia Kenin            | 2-6, 6-3, 7-5 | details |
| 2020-02-24 | Abierto Mexicano Telcel   | International | 275.000 | hardcourt, buiten | Heather Watson     | Leylah Fernandez       | 6-4, 6-7, 6-1 | details |

### Dubbelspel
| Datum      | Naam                      | Cat.          | ($)     | Ondergrond        | Winnaressen                                    | Verliezend finalistes                         | Uitslag           |         |
| ---------- | ------------------------- | ------------- | ------- | ----------------- | ---------------------------------------------- | --------------------------------------------- | ----------------- | ------- |
| 2001-02-26 | Abierto Mexicano Pegaso   | Tier III      | 170.000 | gravel, buiten    | María José Martínez Anabel Medina Garrigues    | Virginia Ruano Pascual Paola Suárez           | 6-4, 6-7, 7-5     | details |
| 2002-02-25 | Abierto Mexicano Pegaso   | Tier III      | 170.000 | gravel, buiten    | Virginia Ruano Pascual Paola Suárez            | Tina Križan Katarina Srebotnik                | 7-5, 6-1          | details |
| 2003-02-24 | Abierto Mexicano MoviStar | Tier III      | 170.000 | gravel, buiten    | Émilie Loit Åsa Svensson                       | Petra Mandula Patricia Wartusch               | 6-3, 6-1          | details |
| 2004-03-01 | Abierto Mexicano MoviStar | Tier III      | 170.000 | gravel, buiten    | Lisa McShea Milagros Sequera                   | Olga Blahotová Gabriela Navrátilová           | 2-6, 7-6, 6-4     | details |
| 2005-02-21 | Abierto Mexicano Telcel   | Tier III      | 180.000 | gravel, buiten    | Alina Zjidkova Tetjana Perebyjnis              | Rosa María Andrés C Martínez Granados         | 7-5, 6-3          | details |
| 2006-02-27 | Abierto Mexicano Telcel   | Tier III      | 180.000 | gravel, buiten    | Anna-Lena Grönefeld Meghann Shaughnessy        | Shinobu Asagoe Émilie Loit                    | 6-1, 6-3          | details |
| 2007-02-26 | Abierto Mexicano Telcel   | Tier III      | 180.000 | gravel, buiten    | Lourdes Domínguez Lino Arantxa Parra Santonja  | Émilie Loit Nicole Pratt                      | 6-3, 6-3          | details |
| 2008-02-25 | Abierto Mexicano Telcel   | Tier III      | 180.000 | gravel, buiten    | Nuria Llagostera Vives María José Martínez     | Iveta Benešová Petra Cetkovská                | 6-2, 6-4          | details |
| 2009-02-23 | Abierto Mexicano Telcel   | International | 220.000 | gravel, buiten    | Nuria Llagostera Vives María José Martínez     | Lourdes Domínguez Lino Arantxa Parra Santonja | 6-4, 6-2          | details |
| 2010-02-22 | Abierto Mexicano Telcel   | International | 220.000 | gravel, buiten    | Polona Hercog Barbora Záhlavová                | Sara Errani Roberta Vinci                     | 2-6, 6-1, [10-2]  | details |
| 2011-02-21 | Abierto Mexicano Telcel   | International | 220.000 | gravel, buiten    | Marija Koryttseva Ioana Raluca Olaru           | Lourdes Domínguez Lino Arantxa Parra Santonja | 3-6, 6-1, [10-4]  | details |
| 2012-02-27 | Abierto Mexicano Telcel   | International | 220.000 | gravel, buiten    | Sara Errani Roberta Vinci                      | Lourdes Domínguez Lino Arantxa Parra Santonja | 6-2, 6-1          | details |
| 2013-02-25 | Abierto Mexicano Telcel   | International | 235.000 | gravel, buiten    | Lourdes Domínguez Lino Arantxa Parra Santonja  | Catalina Castaño Mariana Duque Mariño         | 6-4, 7-6          | details |
| 2014-02-24 | Abierto Mexicano Telcel   | International | 250.000 | hardcourt, buiten | Kristina Mladenovic Galina Voskobojeva         | Petra Cetkovská Iveta Melzer                  | 6-3, 2-6, [10-5]  | details |
| 2015-02-23 | Abierto Mexicano Telcel   | International | 250.000 | hardcourt, buiten | Lara Arruabarrena María Teresa Torró Flor      | Andrea Hlaváčková Lucie Hradecká              | 7-6, 5-7, [13-11] | details |
| 2016-02-22 | Abierto Mexicano Telcel   | International | 250.000 | hardcourt, buiten | Anabel Medina Garrigues Arantxa Parra Santonja | Kiki Bertens Johanna Larsson                  | 6-0, 6-4          | details |
| 2017-02-27 | Abierto Mexicano Telcel   | International | 250.000 | hardcourt, buiten | Darija Jurak Anastasia Rodionova               | Verónica Cepede Royg Mariana Duque Mariño     | 6-3, 6-2          | details |
| 2018-02-26 | Abierto Mexicano Telcel   | International | 250.000 | hardcourt, buiten | Tatjana Maria Heather Watson                   | Kaitlyn Christian Sabrina Santamaria          | 7-5, 2-6, [10-2]  | details |
| 2019-02-25 | Abierto Mexicano Telcel   | International | 250.000 | hardcourt, buiten | Viktoryja Azarenka Zheng Saisai                | Desirae Krawczyk Giuliana Olmos               | 6-1, 6-2          | details |
| 2020-02-24 | Abierto Mexicano Telcel   | International | 275.000 | hardcourt, buiten | Desirae Krawczyk Giuliana Olmos                | Kateryna Bondarenko Sharon Fichman            | 6-3, 7-6          | details |